# Квар
Квар је југословенски филм из 1978. године. Режирао га је Милош Радивојевић, а сценарио су писали Милош Радивојевић и Светозар Влајковић.

## Радња
Новинар живи уходаним грађанским животом, у браку са женом из угледне породице. Међутим, ређају се сукоби са шефом на радном месту, брак се клима, а спољна манифестација свега је чудна кожна болест. Лекари му препоруче одмор у природи и преиспитивање самога себе. У планини, у усамљеној кући крај језера, сретне једну жену, такође усамљену и неприлагођену. Последице овог сусрета су благотворне. Поново способан за љубав, он стиче моралну снагу а болест се повлачи. Раскида са женином породицом и малограђанштином дотадашњег живота, супротставља се шефу и излази као победник, свестан да је то тек прва победа која га је поставила на ноге.

## Улоге
| Глумац            | Улога              |
| ----------------- | ------------------ |
| Александар Берчек | Александар-Саша    |
| Неда Арнерић      | Нада               |
| Милена Дравић     | Сашина пријатељица |
| Душан Јанићијевић | Надин отац         |
| Љуба Тадић        | Уредник            |
| Ђорђе Јелисић     | Психијатар         |
| Лазар Ристовски   | Психијатар Савић   |
| Олга Спиридоновић | Сашина мајка       |
| Радмила Живковић  | Секретарица        |
| Ирфан Менсур      | Доктор             |
| Владан Живковић   | Сашин колега       |
| Боро Беговић      | Директор           |
| Вељко Мандић      | Власник мотела     |

## Културно добро
Југословенска кинотека је, у складу са својим овлашћењима на основу Закона о културним добрима, 28. децембра 2016. године прогласила сто српских играних филмова (1911-1999) за културно добро од великог значаја. На тој листи се налази и филм „Квар”.